# 福助人形

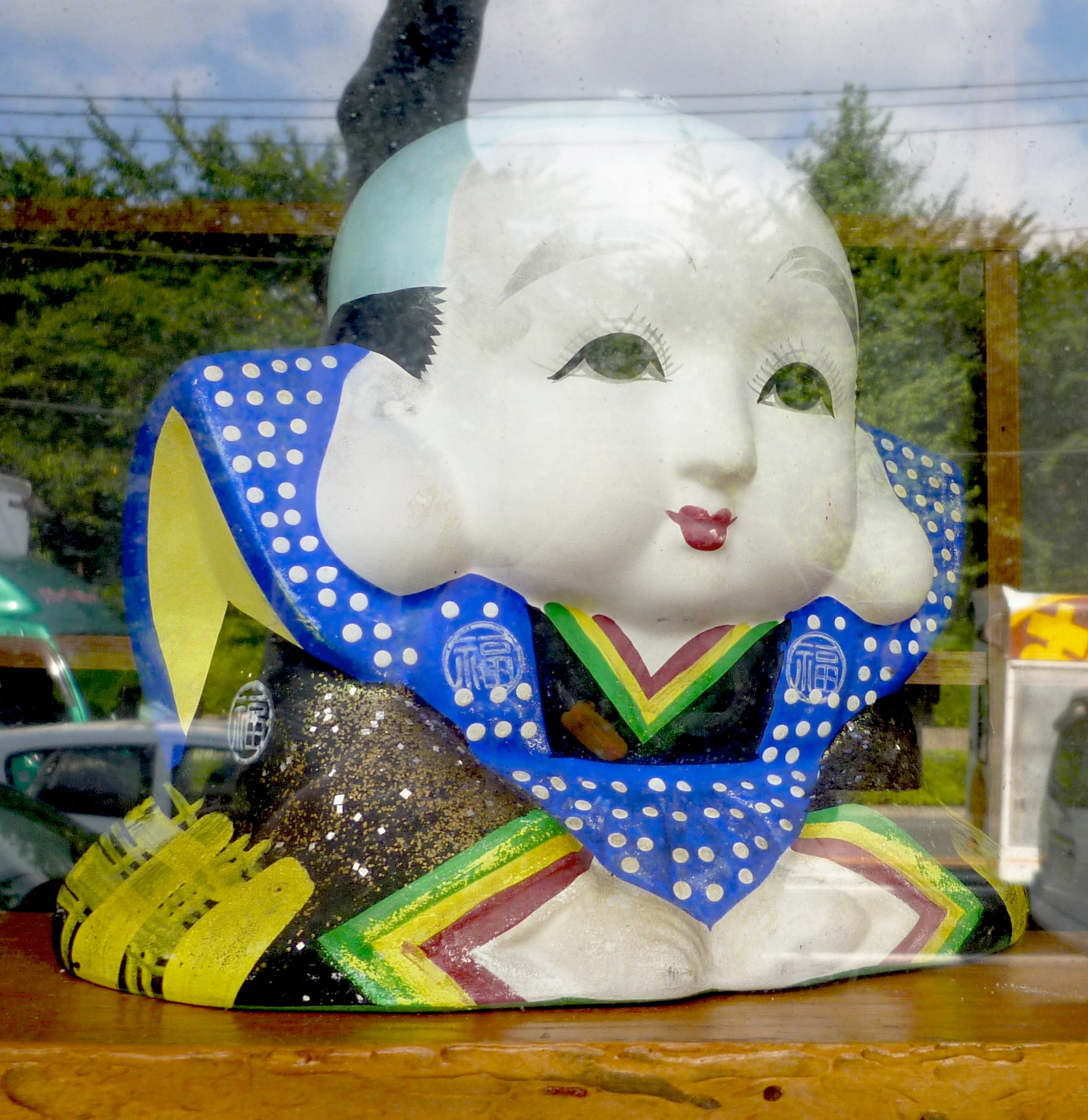
ショーウィンドウの福助人形

福助人形（ふくすけにんぎょう）は、幸福を招くとされる縁起人形。正座をした男性で、大きな頭とちょんまげが特徴。頭が大きな人の比喩にも用いられる。

## 概要・歴史
元々は、文化元年頃から江戸で流行した福の神の人形叶福助。願いを叶えるとして茶屋や遊女屋などで祀られた。
叶福助のモデルとなった人物も実在したと言われており、松浦清の『甲子夜話』にも登場する。当時の浮世絵にも叶福助の有掛絵が描かれ、そこには「ふ」のつく縁起物と共に「睦まじう夫婦仲よく見る品は不老富貴に叶う福助」と書かれている。
一説に、享和2年8月（1802年9月）に長寿で死去した摂津国西成郡安部里の佐太郎がモデルである。もともと身長2尺足らずの大頭の低身長者であったが、近所の笑いものになることを憂いて他行を志し、東海道を下る途中、小田原で香具師にさそわれ、生活の途を得て、鎌倉雪ノ下で見世物小屋に出たところ、評判が良く、江戸両国の見世物に出された。江戸でも大評判で、不具助をもじった福助の名前を佐太郎に命じたところ、名前が福々しくて縁起がよいと見物は盛況であった。見物人のなかに旗本某の子がいて、両親に遊び相手に福助をとせがんで、旗本某は金30両で香具師から譲り受け、召し抱えた。それから旗本の家は幸運つづきであるのでおおいに寵愛され、旗本の世話で女中の「りさ」と結婚し、永井町で深草焼をはじめ、自分の容姿に模した像をこしらえ売りにだし、その人形が福助の死後に流行したという。
加藤元悦の『我衣』には、「（文化元年・1804年）春の頃より叶福助といふ人形を張抜にせし物大に流行して、一枚絵そのほか種々の物に准へて持運び、後には撫牛の如く蒲団を幾枚も重ね、これを祭れば福祐を増すとて、小き宮に入れて売るものあり」とある。
大田南畝の『一話一言』には、「享和三年（1803年）冬より、叶福助の人形流行」とある。